# Faker
Faker（フェイカー、1996年5月7日 - ）は、韓国・ソウル出身の『リーグ・オブ・レジェンド』のプロゲーマー。本名は、李 相赫（イ・サンヒョク、朝: 이상혁）。LCK・T1所属。

## 概要
『リーグ・オブ・レジェンド』史上最高のプレイヤーと称されている。
2013年、麻浦高等学校を中退後T1へ加入。以後、リーグ・オブ・レジェンド ワールドチャンピオンシップ5回優勝、LCK10回優勝。2018年アジア競技大会では銀メダル、2022年アジア競技大会では金メダルを獲得。

## 生い立ち
1996年5月7日、韓国のソウル特別市江西区で生まれる。幼少期は、友達と地元のゲームセンターに通い『鉄拳』や『ザ・キング・オブ・ファイターズ』などプレイしていた。のちにコンピュータゲームをプレイするようになり、『メイプルストーリー』や『Warcraft III』などをプレイ。
2011年に『リーグ・オブ・レジェンド』が韓国でリリースされてから間もなくプレイし始め、熱中した。韓国サーバーのランキングで1位になり、SK Telecom T1（現・T1）からスカウトされる。父親にプロゲーマーになりたいと相談し、高校を2年で中退。2013年にT1へ加入した。

## 経歴

### SK Telecom T1（T1）として

#### 2013年
2013年4月6日、韓国リーグ（LCK）の配信試合でCJ Entus Blazeと対戦し、プロデビューを果たす。試合中、当時最強ミッドレーナーと言われていたAmbitionをソロキルし、2-0で勝利。この勝利によって、多くのプレイヤーに周知されるようになった。その後、2013年春季のプレーオフを3位で終えた。夏季スプリットでは、プレーオフ決勝に進みKT Rolsterと対戦。0-2とリードを許したが、3ゲーム連取で逆転。3-2で勝利し、スプリット初優勝を飾った。2013年秋、ロサンゼルスで行われた世界選手権に出場。大会全体で15勝3敗の成績を残し、優勝した。

#### 2014年
冬季シーズンでは1試合も落とさずに優勝、春季スプリットでは準々決勝で敗れた。チームは、Mid-Season Invitational（MSI）の前身であるAll-Star Paris 2014に出場し優勝。夏季スプリットではプレーオフに進出したが、準々決勝で敗退した。地域最終予選では、3位決定戦でSamsung Galaxy Whiteと対戦。3-0で敗れ、世界選手権出場を逃した。

#### 2015年
オフシーズン中、中国チームの200万ドルのオファーを拒否し、SKTに残留。春季スプリット開幕戦でNaJin e-mFireと対戦し、ゲーム1で敗れた後、ゲーム2ではベンチ入りし、Easyhoonが代役として出場。ゲーム3で復帰し、ペンタキルを決めるなどして勝利した。春季プレーオフでは、出場機会が得られず不満を露わにした。MSIでは、決勝まで進みEdward Gamingと対戦。1-2でゲーム4を迎えると、Easyhoonの代役として出場。ゲーム4を制すも、ゲーム5を相手に取られ2-3で敗北、2位に終わった。夏季スプリットでは、プレーオフ決勝でKT Rolsterと対戦。レギュラーシーズンではEasyhoonがスターターを務めていたが、プレーオフではFakerが全戦出場し勝利。4回目のLCKタイトルを獲得した。
世界選手権へ出場し、Fakerがスターターに復帰した。大会期間中、SKTは決勝のKOO Tigers戦でゲーム3のみ落とし、15勝1敗を記録して2度目の世界タイトルを獲得した。これにより、初めて世界タイトルを2回獲得した2人のうちの1人となった。決勝終了直後、ステージ上でブロッコリーを食べる様子が話題となった。

#### 2016年
3月に行われたIEMシーズン10世界選手権で優勝し、2016年シーズンをスタートさせた。これに続き、春季スプリットのプレーオフ決勝も優勝した。春季スプリットの成績により、MSIへの出場権を獲得。グループステージでは、6勝4敗とプレーオフ圏内ぎりぎりだった。プレーオフでは、準決勝でRoyal Never Give Upに3-1で勝利。決勝では、Counter Logic Gamingを3-0で下しMSI初優勝。また、初めて最優秀選手に選出された。7月11日、夏季スプリット中にLCKで初の通算1000キルを達成。夏季プレーオフの準決勝でKT Rolsterに敗れるも、シーズン成績で上位に位置していたため、世界選手権の出場権を獲得。世界選手権では、決勝でSamsung Galaxyと対戦し、3-2で勝利。3度目の世界選手権タイトルを獲得し、ファイナル最優秀選手に選出された。

#### 2017年
2017年シーズンに向け、SKTと再契約。SKTのプレスリリースによると、eスポーツ史上最高の契約を提示したという。春季スプリットでは、プレーオフ決勝でKT Rolsterを3-0で破り、LCKタイトルを獲得。MSIでは、グループステージ8勝2敗でプレーオフに進出。決勝では、G2 Esportsに3-1で勝利。初めてMSIを連覇したチームとなった。夏季スプリットでは、試合序盤に遅れをとることが多く、以前の調子を維持するのに苦労した。プレーオフ決勝でLongzhu Gamingに敗れるも、シーズン成績で上位に位置していたため、自動的に世界選手権に出場した。決勝進出を果たし、初めて世界選手権決勝に4回出場した選手となった。決勝戦前、大会統計では、キル数とアシスト数の両方で全ミッドレーナー中2位だった。決勝では、Samsung Galaxyと対戦し、0-3で敗れた。世界選手権で初の敗北となった。

#### 2018年
チームの再建から2018年シーズンをスタートさせた。春季スプリットでは、5連敗を喫するもプレーオフへ進出。プレーオフでは4位に終わった。夏季スプリットが始まり、シーズン途中でFakerはベンチ入りとなる。苦戦が続いたSKTは、グループステージを突破できず、プレーオフ出場を逃した。地域最終予選でFakerがスターターに復帰。しかし、出場権獲得は叶わず2018年シーズンが終わった。

#### 2019年

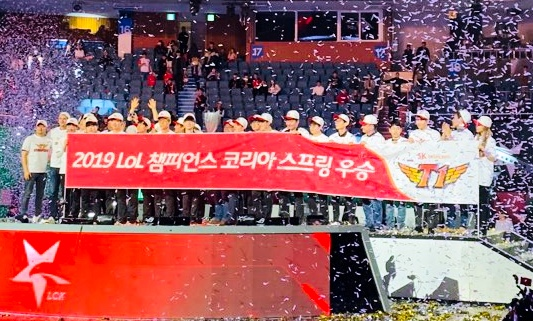
2019年のLCK春季決勝で優勝したSK Telecom T1

SKTが大きなメンバー変更を実施するも、Fakerは再契約を結んだ。春季スプリットでは、プレーオフ決勝でGriffinを破り優勝。MSIへの出場権を獲得した。5月に行われたMSIでは、準決勝でG2 Esportsに敗れベスト4に終わる。7月には、LCK、LPL、LMS、VCSのチームが出場するリフトライバルズに参加し、他LCKチームと共に競い合った。最終的に決勝でLPLチームを破り、リーグ初のリフトライバルズ優勝を飾った。これによりFakerは、ライアットゲームズが主催する国際大会（リフトライバルズ、MSI、世界選手権）を全て優勝した初の選手となった。夏季スプリットでは、プレーオフ決勝でGriffinと対戦し3-1で勝利。8度目のLCKタイトル獲得となった。世界選手権では、準々決勝でSplyceを破り、国際大会で通算100勝を記録した初の選手となった。準決勝へ進むもG2 Esportsに敗れ、ベスト4で終わる。

#### 2020年
2019年シーズン終了後、SK Telecom T1がT1へ改称した。2020年2月、T1はFakerとの契約を3年間更新をしたと発表。また、Fakerがチーム運営会社（T1 Entertainment & Sports）の共同所有者となった。3月5日、春季スプリット中にLCKで初の通算2000キルを達成。この時点でLCKの通算勝率67.4％、357勝173敗を記録していた。また、4月3日の対戦で試合出場数が545となり、LCKにおける最多試合出場数を更新。春季プレーオフ決勝では、Gen.Gに3-0で勝利し、9度目のLCKタイトルを獲得。夏季スプリットでは、プレーオフ初戦でAfreeca Freecsに1-2で敗れた。地域最終予選に出場し、準決勝でAfreeca Freecsにリベンジを果たすも、決勝でGen.Gに敗れ、世界選手権出場を逃した。

#### 2021年
春季スプリットのレギュラーシーズン中、2月のDRXとの対戦後、休養を理由にベンチ入り。3月14日にスターターに復帰し、Gen.Gに3-0で勝利。春季プレーオフでは、準決勝でGen.Gに0-3で敗れた。夏季スプリットでは、プレーオフ決勝まで進むも、DWG KIAに1-3で敗れ2位で終わった。地域最終予選では、決勝でHanwha Life Esportsを3-1で下し、世界選手権への出場権を獲得。世界選手権では、グループステージを首位で通過し、プレーオフへ進出。準決勝まで進みDWG KIAと対戦するも、2-3で敗れベスト4で終わった。

#### 2022年

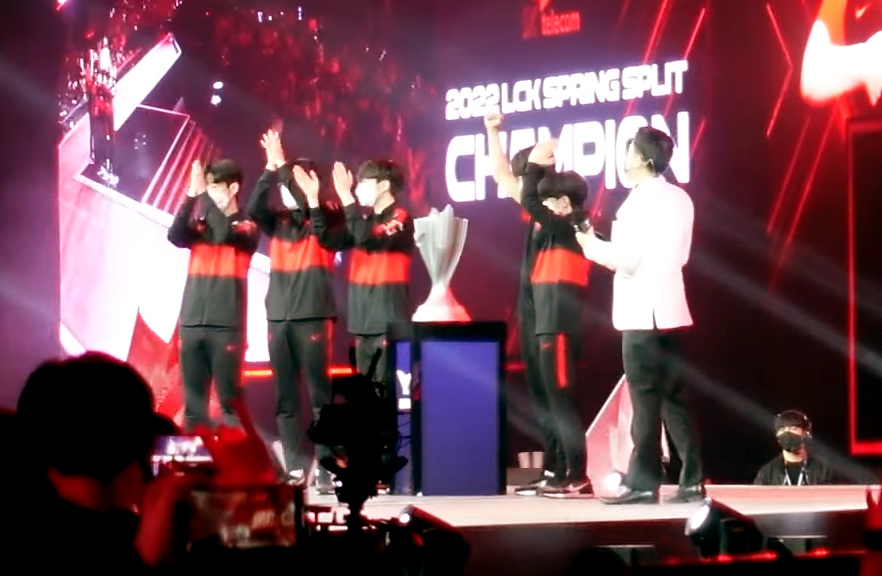
2022年のLCK春季決勝で優勝したT1

オフシーズン中、中国チームから2000万ドルのオファーを受けたが拒否した。春季スプリットでは、2月18日に史上2人目となるキャリア通算1000試合出場を達成。3月3日には、LCKで初の通算2500キルを達成。また、LCKで初となる18勝0敗でレギュラーシーズンを終えるなど、さまざまな記録を樹立した。春季プレーオフでは、決勝でGen.Gに3-1で勝利し、10回目のLCKタイトルを獲得した。MSIでは、準決勝でG2 Esportsを破り、2017年以来となる決勝進出となった。決勝では、Royal Never Give Upに3-2で敗れ、2位で終わる。7月8日、夏季スプリットのレギュラーシーズン中、Gen.Gとの対戦で勝利し、LCKで初の通算500勝を達成した。夏季プレーオフでは、決勝に進みGen.Gと対戦。0-3で敗れるも、シーズン成績により世界選手権の出場権を獲得した。グループステージでは、世界選手権で初の通算100試合出場を達成し、史上最多となる通算350キルを記録した。最終的に決勝進出を決め、DRXと対戦することになるが、2-3で敗れ2位で終わった。

#### 2023年

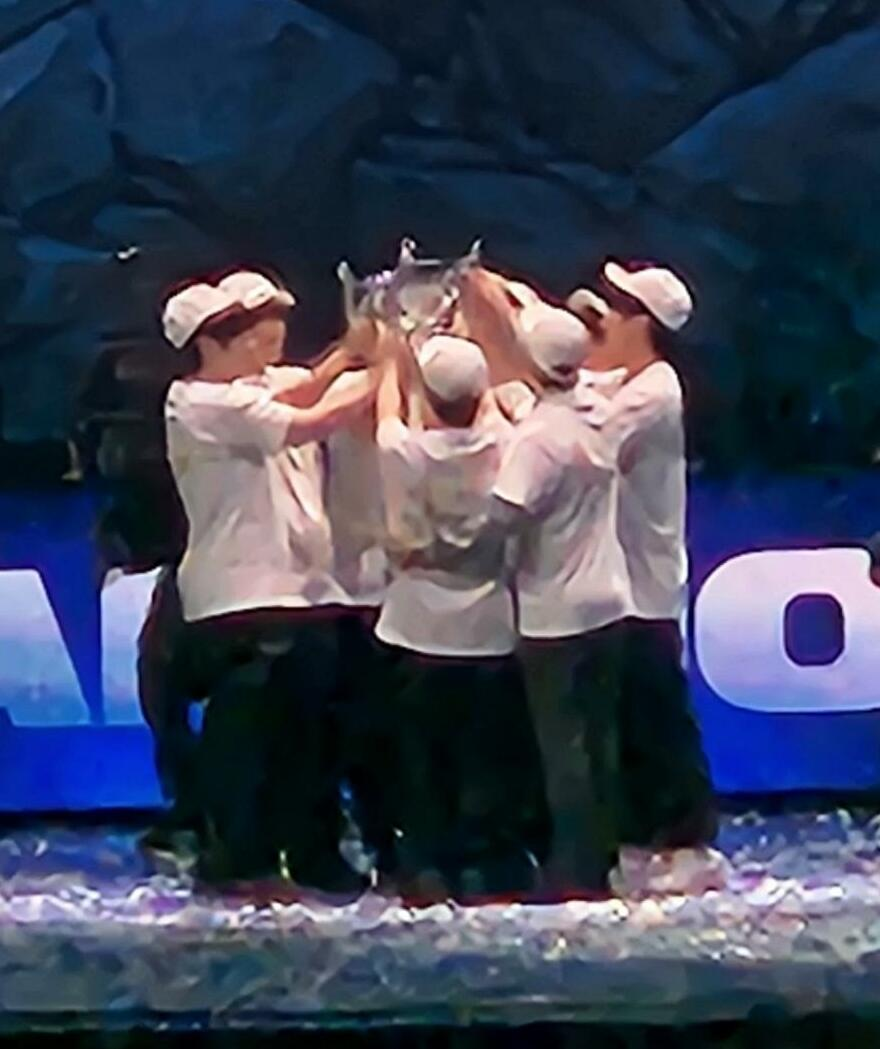
2023年の世界選手権で優勝したT1

春季スプリットのレギュラーシーズン中、LCKにおける通算最多アシスト数を更新した。春季プレーオフでは、決勝でGen.Gと対戦し、1対3で敗れた。夏季スプリットでは、レギュラーシーズン中の7月2日、腕の怪我を理由にベンチ入りした。8月2日にスターターに復帰し、Kwangdong Freecsとの対戦で勝利に貢献した。レギュラーシーズンを9勝9敗の5位で終え、夏季プレーオフの第5シードを獲得。夏季プレーオフでは、準決勝でKT Rolsterと対戦し3-2で勝利。決勝では、Gen.Gに2-3で敗れたが、シーズン成績で上位に位置していたため、世界選手権の出場権を獲得した。世界選手権では、スイスステージを2勝1敗で突破し、ノックアウトステージに進出。準決勝では、JD Gamingに3-1で勝利。11月19日に行われた決勝では、Weibo Gamingを3-0で下し、2016年以来の史上最多となる4度目の世界タイトルを獲得した。12月13日、LCKアワードで年間最優秀ミッドレーナーを受賞した。

#### 2024年
春季スプリットのレギュラーシーズン中、2月1日のDRX戦で勝利し、LCKで初の通算600勝を達成した。2月3日、LCKで初の通算3000キルを達成。4月7日には、LCKで初の通算5000アシストを達成した。春季プレーオフでは、決勝でGen.Gと対戦し2-3で敗れた。春季スプリットを2位で終え、MSIプレイインへの出場権を獲得した。MSIでは、下位ブラケット決勝でBilibili Gamingに2-3で敗れ、3位で終わる。夏季スプリットでは、レギュラーシーズンを11勝7敗の4位で終え、夏季プレーオフ進出。最終的にプレーオフ第4ラウンドでHanwha Life Esportsに敗れ、3位となった。地域最終予選に出場し、1回戦でDplus KIAに2-3で敗北。後がなくなり追い詰められるが、2回戦でKT Rolsterに3-2で勝利。9度目となる世界選手権出場を決めた。世界選手権では、スイスステージでG2 Esportsとの対戦に勝利し、世界選手権で初の通算100勝を達成。11月3日、ロンドンのO2アリーナで行われた決勝で、Bilibili Gamingと対戦。1-2でリードされるも、2ゲームを連取し3-2で逆転勝利した。5度目の世界タイトルを獲得し、2度目のファイナル最優秀選手に選出。また、世界選手権で初の通算500キルを達成した。

### 韓国代表として

#### 2018年アジア競技大会
2018年アジア競技大会のデモンストレーション競技に『リーグ・オブ・レジェンド』が採用され、韓国代表として出場した。決勝で中国に1-3で敗れ、銀メダルを獲得した。

#### 2022年アジア競技大会
2022年アジア競技大会に韓国代表として出場。準決勝で中国に2-0で勝利し決勝進出。しかし、インフルエンザによる体調不良により決勝を欠場。韓国代表が金メダルを獲得し、兵役免除となった。

## シーズン成績
| チーム名        | 年度 | 国内大会  | 国内大会   | 国内大会   | 国内大会   | 地域大会    | 国際大会    | 国際大会                | 国際大会           |
| チーム名        | 年度 | リーグ    | スプリット | スプリット | スプリット | Rift Rivals | First Stand | Mid-Season Invitational | World Championship |
| チーム名        | 年度 | リーグ    | 冬         | 春         | 夏         | Rift Rivals | First Stand | Mid-Season Invitational | World Championship |
| --------------- | ---- | --------- | ---------- | ---------- | ---------- | ----------- | ----------- | ----------------------- | ------------------ |
| SK Telecom T1 K | 2013 | Champions | N/A        | 3位        | 1位        | N/A         | N/A         | N/A                     | 1位                |
| SK Telecom T1 K | 2014 | Champions | 1位        | 5–8位      | 5–8位      | N/A         | N/A         | N/A                     | 予選落ち           |
| SK Telecom T1   | 2015 | LCK       | N/A        | 1位        | 1位        | N/A         | N/A         | 2位                     | 1位                |
| SK Telecom T1   | 2016 | LCK       | N/A        | 1位        | 3位        | N/A         | N/A         | 1位                     | 1位                |
| SK Telecom T1   | 2017 | LCK       | N/A        | 1位        | 2位        | 2位         | N/A         | 1位                     | 2位                |
| SK Telecom T1   | 2018 | LCK       | N/A        | 4位        | 7位        | 2位         | N/A         | 予選落ち                | 予選落ち           |
| SK Telecom T1   | 2019 | LCK       | N/A        | 1位        | 1位        | 1位         | N/A         | ベスト4                 | ベスト4            |
| T1              | 2020 | LCK       | N/A        | 1位        | 5位        | N/A         | N/A         | 中止                    | 予選落ち           |
| T1              | 2021 | LCK       | N/A        | 4位        | 2位        | N/A         | N/A         | 予選落ち                | ベスト4            |
| T1              | 2022 | LCK       | N/A        | 1位        | 2位        | N/A         | N/A         | 2位                     | 2位                |
| T1              | 2023 | LCK       | N/A        | 2位        | 2位        | N/A         | N/A         | 3位                     | 1位                |
| T1              | 2024 | LCK       | N/A        | 2位        | 3位        | N/A         | N/A         | 3位                     | 1位                |
| T1              | 2025 | LCK       | N/A        |            |            | N/A         | 予選落ち    | 2位                     |                    |

## タイトル

### 代表

#### eスポーツ韓国代表
- アジア競技大会：1回（2022年）[110]

### チーム
- 世界選手権：5回（2013年、2015年、2016年、2023年、2024年）[112]
- Mid-Season Invitational：2回（2016年、2017年）[113]
- eスポーツワールドカップ：1回（2024年）[114]
- LCK：10回（2013年夏、2014年冬、2015年春、2015年夏、2016年春、2017年春、2019年春、2019年夏、2020年春、2022年春）[115]

### 個人
- 世界選手権ファイナル最優秀選手賞：2回（2016年、2024年）[112]
- Mid-Season Invitational最優秀選手賞：1回（2016年）[33]
- eスポーツワールドカップ最優秀選手賞：1回（2024年）[116]
- LCKシーズン最優秀選手賞：2回（2013年夏、2014年冬）[13]
- LCKファイナル最優秀選手賞：1回（2015年夏）[117]
- LCK年間最優秀選手賞：2回（2023年、2024年）[118][119]
- LCK年間最優秀ミッドレーナー賞：2回（2023年、2024年）[91][120]
- LCK最起点選手賞：1回（2022年）[121]
- LCK最成長選手賞：1回（2021年）[122]
- OP.GG検索大賞：2回（2023年、2024年）[120]
- オールLCKファーストチーム：2回（2022年春、2023年春）[123][124]
- オールLCKセカンドチーム：2回（2022年夏、2024年春）[125][126]
- オールLCKサードチーム：1回（2020年春）[127]
- KeSPA 年間最優秀eスポーツ賞：2回（2015年、2016年）[128][129]
- KeSPA『リーグ・オブ・レジェンド』最優秀選手賞：2回（2015年、2016年）[128][129]
- KeSPA『リーグ・オブ・レジェンド』人気賞：2回（2015年、2016年）[128][129]
- KeSPA『リーグ・オブ・レジェンド』最優秀ミッドレーナー賞：1回（2013年）[130]

#### 殿堂
- LoL Esports殿堂入り（2024年）[131]
- eスポーツ殿堂入り（2019年）[132]
- 韓国eスポーツ殿堂 スターズ部門：6回（2018年、2019年、2020年、2022年、2023年、2024年）[133][134][135]

#### メディア
- フォーブス30アンダー30アジア版 ENTERTAINMENT & SPORTS部門（2019年）[136]
- The Game Awards 最優秀eスポーツ選手賞：3回（2017年、2023年、2024年）[137][138]
- Esports Awards 年間最優秀PCプレイヤー賞：2回（2023年、2024年）[137][139]

## 出演

### 映画
- T1 Rose Together（2024年9月4日、レッドブルメディアハウス）[140]

### CM
- SKテレコム
  - T LoL「FakerがLOL寺でトレーニング！」篇（2014年）[141]
  - SKT 5GX「一部を超え、全部を見る時代」篇（2019年）孫興慜と共演[142]
  - SKT 5GXクラウドゲーム（2020年）孫興慜と共演[143]
- ネクソン・コリア『英雄の軍団』コロシアム（2014年）洪榛浩と共演[144]
- サムスン電子 Odyssey
  - 「伝説の旅が始まる」篇（2020年）[145]
  - 「永遠のスピード王」篇（2021年）[146]
  - 「最高が最高を生む」篇（2022年）[147]
- エッセンコア KLEVV
  - 「作ってみて、君の本体の光」篇（2020年）[148]
  - 「入れてみて、私たちの記憶」篇（2021年）[149]
- ドリトス（2017年）中国限定[150]
- ロッテ製菓（現・ロッテウェルフード）ワールドコーン（2020年）[151]
- ハナ銀行 ハナワンQ「T1×ハナで金融をキャリーする！」篇（2020年）[152]
- ライアットゲームズ 『リーグ・オブ・レジェンド：ワイルドリフト』（2020年）[153]
- ONE store（2020年）柳炳宰と共演[154]
- ボディフレンド（2021年）[155]
- HP Inc. OMEN「OMEN Rule」篇（2022年）[156]